# Igor Müller

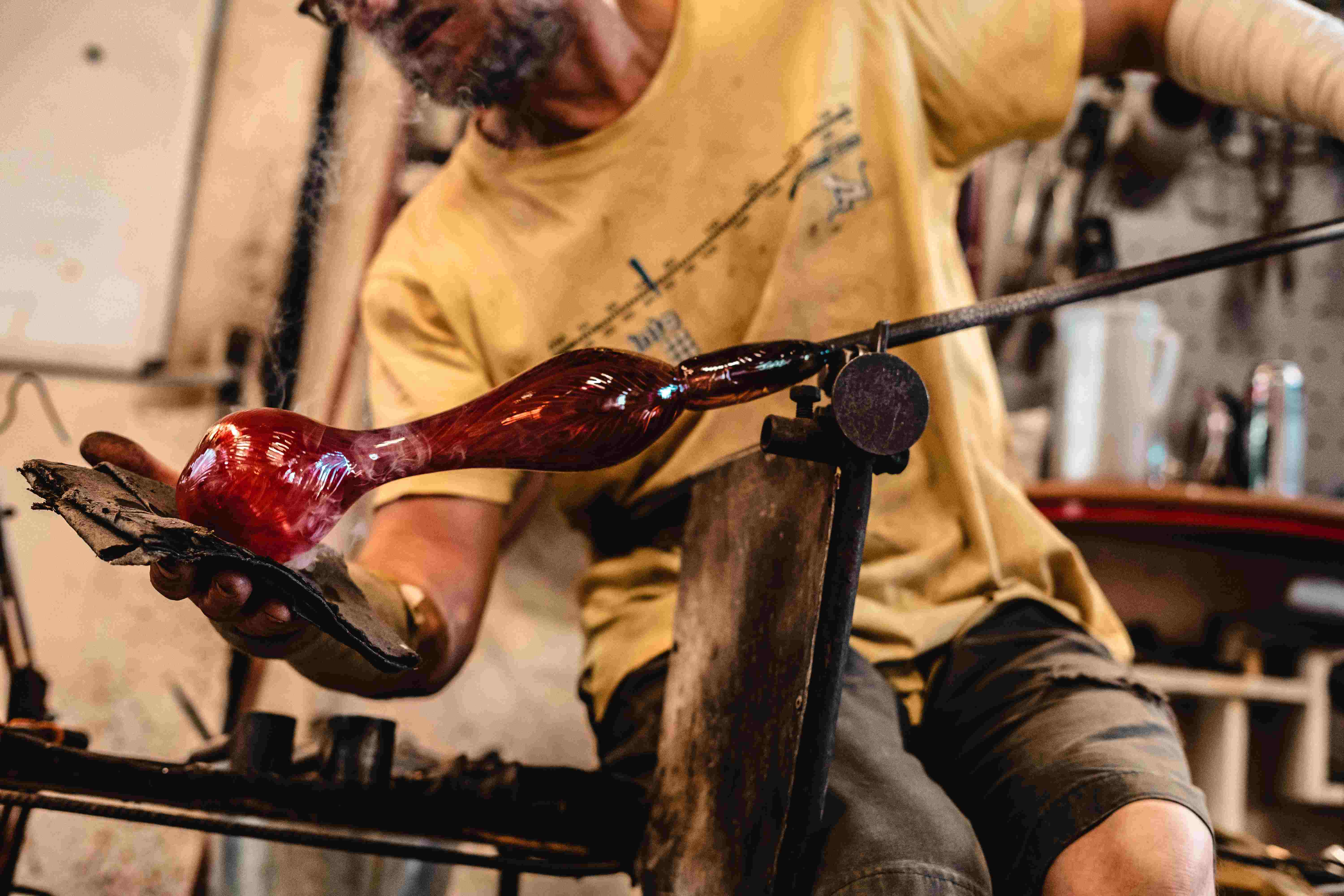
sklář Igor Müller

Igor Müller (*září 1969 Nové Město na Moravě) je sklářský mistr, zakladatel sklárny Glass Studio Müller v Holicích.

## Život
Igor Müller se narodil v Novém Městě na Moravě. Absolvoval studium na Střední umělecko-průmyslové škole sklářské v Železném Brodě – obor hutní zpracování skla. Pod vedením akademického sochaře Pavla Ježka a sklářského mistra Stanislava Šimůnka získal zkušenosti a dovednosti sklářského mistra. Dále rozvíjel své umění v několika sklárnách v Čechách a na Moravě. V letech 1994–1997 byl angažován v USA ve státě Vermont – Simon Pearce Glass Company. Po návratu do Čech zakládá v roce 1998 vlastní sklárnu Glass Studio Müller v Holicích. Sklárna produkuje repliky secesního a renesančního skla, vlastní uměleckou tvorbu a spolupracuje s umělci a návrháři na výrobě uměleckého skla podle jejich návrhů. Vyrábí i umělecké sklo na zakázku. Drží se ve své tvorbě tradičních technologií a osvědčených postupů. Igor Müller patří v současnosti mezi nejlepší skláře v ČR. Umělecké sklo ze sklárny Glass Studio Müller v Holicích má více než 20letou tradici výroby hutních sklářských výrobků v Čechách. Produkce sklárny je komerčně velice úspěšná a oblíbená.